# Éparchie de Batroun des Maronites
L'éparchie de Batroun des Maronites (en latin : Eparchia Botryensis Maronitarum) est une éparchie de l'Église maronite érigée au XVIIe siècle. En 2009 elle comptait 74 000 baptisés. Son évêque est Mgr Mounir Khairallah. 

## Territoire
L'éparchie comprend la ville de Batroun, dans le gouvernorat du Nord Liban, où se trouve la cathédrale Saint Étienne. Elle est subdivisée en 66 paroisses.

## Histoire
L'éparchie, qui dispose d'évêques catholiques depuis le XVIIe siècle, fut érigée canoniquement lors du synode maronite du Mont-Liban en 1736. Unie à l'éparchie de Byblos depuis 1678, elle devient en 1848 le siège propre du patriarche d'Antioche des Maronites. Le 9 juin 1990, elle est séparée de l'éparchie de Byblos et rattaché à celle de Joubbé et Sabra. 
Enfin, le 5 juin 1999, l'éparchie de Batroun est détaché de celle de Joubbé et Sabra pour devenir une circonscription ecclésiastique autonome. Depuis cette date, elle n'est plus le siège propre du patriarche maronite.

## Liste des évêques
- Jean Habakkuk (fin du XVIIe siècle )
- Étienne El Douaihy † (1728 - après 1736)
- Paul Étienne † (avant 1795 - après 1809)
- Germano Thabet † (mentionné en 1823)
- Siège propre du Patriarche (1848-1999)
- Paul-Emile Saadé (5 juin 1999 - 16 janvier 2012 retraite)
- Mounir Khairallah (16 janvier 2012 - )